# Max Elloy
Pour les articles homonymes, voir Elloy.
Max Elloy (de son vrai nom Maxime Elloy), né le 5 mai 1900 à Paris XIXe et mort le 16 janvier 1975 à l'hôpital Bichat-Claude Bernard à Paris XVIIIe, est un batteur de jazz virtuose, membre des Collégiens de Ray Ventura, acteur vedette de comédies musicales, puis second rôle prolifique.

## Biographie
Max Elloy a commencé sa carrière artistique au milieu des années 1930 comme batteur de jazz à Paris, milieu où il était considéré comme un maître et une référence. Il joue alors principalement à la Croix du Sud, au sein d'une formation qui préfigure le Hot Club de France et qui réunit André Ekyan, Alain Romans et Stéphane Grappelli. Elloy collaborera avec Django Reinhardt sur de nombreux enregistrements.
Quand Raymond Legrand décide, au début de l'Occupation allemande, de rassembler dans son orchestre de variétés l'élite des jazzmen parisiens, c'est à Max Elloy qu'il fait appel pour tenir la batterie.  Max Elloy apparaîtra pour la première fois sur le grand écran dans la comédie musicale du Grand orchestre de Raymond Legrand, Mademoiselle Swing, où il joue son propre rôle.
À la fin de l'Occupation allemande, Ray Ventura, de retour à Paris, recrée son orchestre (les "Collégiens"), et remplace Coco Aslan, qui - avec Louis Jouvet - s'est orienté vers le théâtre, par Max Elloy à qui Ventura demande d'abord de se contenter d'imiter Aslan et de plagier les gags de son invention. La personnalité originale de Max Elloy l'emportera rapidement sur un plagiat incompatible.
Les Collégiens se lancent alors à leur tour dans la comédie musicale et rencontrent un franc succès avec Nous irons à Paris, où Max Elloy se fait connaître du grand public d'après-guerre, puis Nous irons à Monte-Carlo où Elloy tient la vedette.
Avec le déclin des formations de jazz et des comédies musicales, et l'âge venant, Max Elloy deviendra un grand second rôle classique très prolifique, principalement dans le genre comique.

## Filmographie
- 1942 : Mademoiselle Swing de Richard Pottier - (Max)
- 1942 : Défense d'aimer de Richard Pottier - (Le voyageur affamé)
- 1943 : Feu Nicolas de Jacques Houssin - (Le croque-mort)
- 1946 : Patrie de Louis Daquin
- 1948 : Mademoiselle s'amuse de Jean Boyer
- 1949 : Une femme par jour de Jean Boyer - (Freddy)
- 1949 : Manon de Henri-Georges Clouzot - (Le garçon du restaurant)
- 1949 : Retour à la vie de Henri-Georges Clouzot, dans le sketch: Le retour d'Antoine - (le vieux barman)
- 1950 : La Petite Chocolatière d'André Berthomieu
- 1950 : Nous irons à Paris de Jean Boyer - (Honorin)
- 1950 : Le Roi Pandore d'André Berthomieu - (Le créancier de la maison de farces et attrapes)
- 1950 : Sa Majesté monsieur Dupont - (Prima comunione) d'Alessandro Blasetti
- 1950 : Mon ami le cambrioleur de Henri Lepage - (L'agent de police)
- 1950 : Atoll K de Léo Joannon - (Antoine)
- 1951 : Bibi Fricotin de Marcel Blistène
- 1951 : Nous irons à Monte-Carlo de Jean Boyer - (Honorin)
- 1952 : Plaisirs de Paris de Ralph Baum - (Léon)
- 1952 : Moineaux de Paris de Maurice Cloche
- 1953 : Le Portrait de son père d'André Berthomieu - (Le chauffeur)
- 1954 : Mam'zelle Nitouche d'Yves Allégret
- 1954 : Secrets d'alcôve de Jean Delannoy, dans le sketch : Le lit de la Pompadour - (Firmin)
- 1954 : Leguignon guérisseur de Maurice Labro - (Le facteur)
- 1954 : Mourez, nous ferons le reste de Christian Stengel
- 1954 : Sur le Banc de Robert Vernay - (Un clochard)
- 1955 : Oasis d'Yves Allégret - (Natkine)
- 1955 : Pas de souris dans le bizness de Henri Lepage
- 1955 : Les Nuits de Montmartre de Pierre Franchi
- 1956 : Paris Canaille de Pierre Gaspard-Huit
- 1956 : Pardonnez nos offenses de Robert Hossein
- 1956 : Paris, Palace Hôtel de Henri Verneuil - (Un maître d'hôtel)
- 1956 : Les Lumières du soir de Robert Vernay
- 1956 : L'Homme et l'Enfant de Raoul André
- 1956 : Mitsou de Jacqueline Audry - (Le maître d'hôtel chez Larue)
- 1956 : Bonsoir Paris, bonjour l'amour de Ralph Baum
- 1957 : Le Coin tranquille de Robert Vernay - (Le brigadier)
- 1957 : Mademoiselle et son gang de Jean Boyer - (Victor, le concierge de la maison d'édition)
- 1957 : Nous autres à Champignol de Jean Bastia - (Maxime)
- 1957 : C'est arrivé à 36 chandelles de Henri Diamant-Berger - (L'huissier)
- 1957 : Le désir mène les hommes de Mick Roussel - (Le brigadier)
- 1958 : Le Souffle du désir de Henri Lepage - (Alexis)
- 1958 : Ni vu... Ni connu... d'Yves Robert
- 1958 : Mimi Pinson de Robert Darène
- 1958 : Madame et son auto de Robert Vernay
- 1959 : Le Gendarme de Champignol de Jean Bastia - (Le gendarme La Huchette)
- 1959 : Babette s'en va-t-en guerre de Christian-Jaque - (Firmin)
- 1960 : Certains l'aiment froide ou Les râleurs font leur beurre  de Jean Bastia - (Simpson, le majordome)
- 1960 : Les Tortillards de Jean Bastia - (M.Bonfils, un huissier associé)
- 1961 : Dans l'eau qui fait des bulles de maurice Delbez - (Un pêcheur)
- 1961 : Tout l'or du monde de René Clair - (Le garde-champêtre)
- 1961 : Tintin et le Mystère de la Toison d'or de Jean-Jacques Vierne - (Nestor, le majordome)
- 1961 : Alerte au barrage de Jacques Daniel-Norman
- 1962 : Le Diable et les Dix Commandements de Julien Duvivier - La scène aurait été coupée au montage
- 1962 : C'est pas moi, c'est l'autre de Jean Boyer - (L'huissier)
- 1963 : Le Magot de Josefa de Claude Autant-Lara - (Un villageois)
- 1963 : Charade de Stanley Donen
- 1964 : L'Homme de Rio de Philippe de Broca - (Le médecin)
- 1964 : La Ronde de Roger Vadim
- 1964 : Tintin et les Oranges bleues de Philippe Condroyer - (Nestor, le majordome)
- 1966 : Trois enfants dans le désordre de Léo Joannon - (L'appariteur)

## Télévision
- 1964 : L'Abonné de la ligne U de Yannick Andreï
- 1965 : Médard et Barnabé de Raymond Bailly

## Théâtre
- 1953 : C'est écrit dans les étoiles, opérette, mise en scène Marc-Gilbert Sauvajon, théâtre de Paris
- 1958 : Pacifico opérette de Paul Nivoix, musique Jo Moutet, mise en scène Max Revol,  théâtre de la Porte-Saint-Martin